# Augustusburg

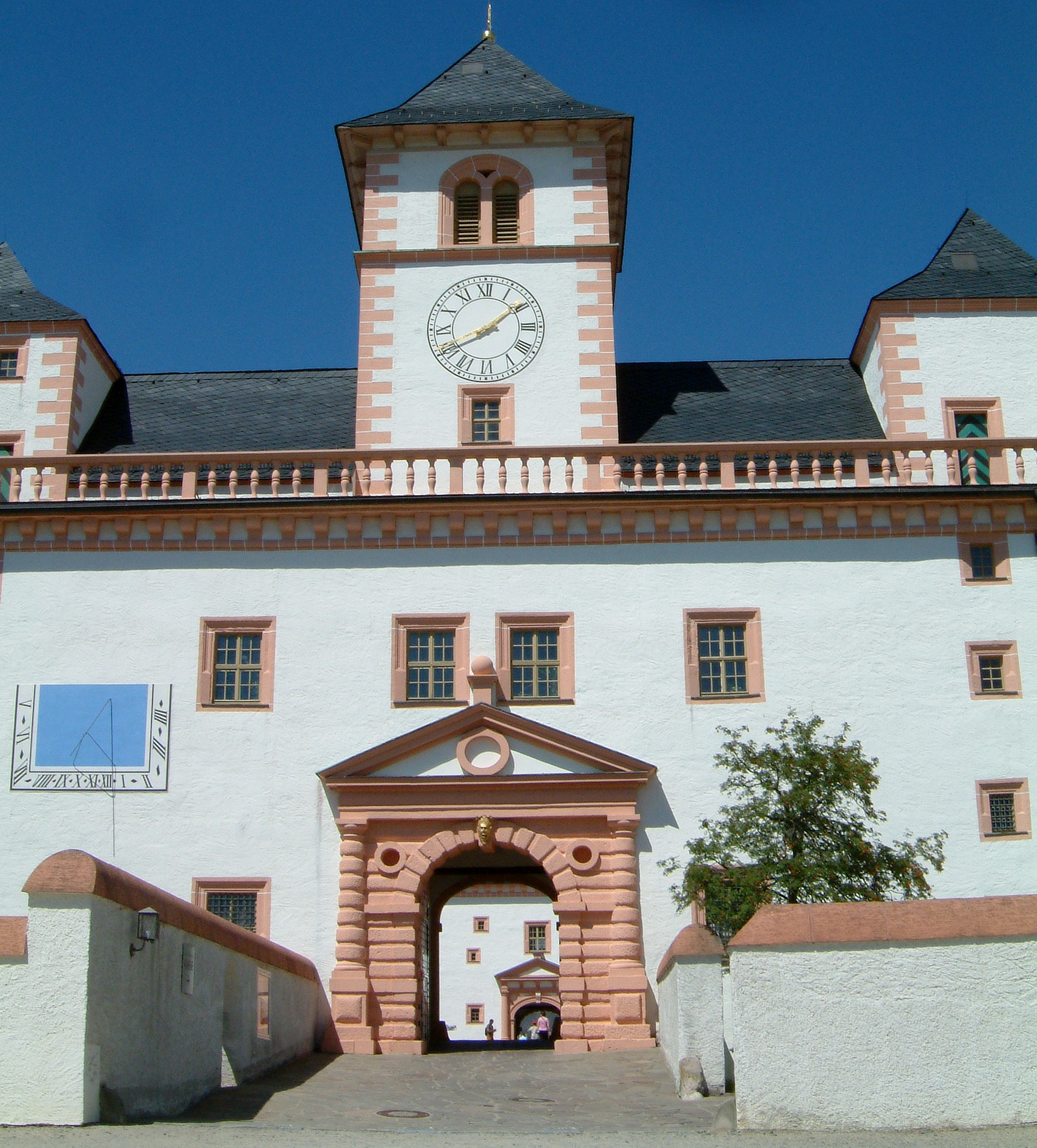
Augustusburg (castelul)

Augustusburg este un oraș din landul Saxonia, Germania.